# Tír na nÓg
Tír na NÓg, chamada em inglês de Land of Eternal Youth ("Terra da Eterna Juventude") ou Land of the Ever-Young ("Terra dos Sempre Jovens"), é o mais popular dos Outros Mundos da mitologia irlandesa, talvez mais conhecido pelo mito de Oisín e Niamh do Cabelo Dourado. Foi onde os Tuatha Dé Danann ou sídhe se fixaram depois de abandonar a superfície da Irlanda, e foi visitado por alguns dos maiores heróis irlandeses. Tír na nÓg é similar a outras terras míticas irlandeses tais como Mag Mell e Ablach.